# Час пик (телесериал)
«Час пик» (англ. Rush Hour) — американский телесериал в жанре полицейская ситуационная комедия, который основан на одноимённой серии фильмов. CBS заказал сериал 8 мая 2015 года, а премьера состоялась 31 марта 2016 года.
16 мая 2016 года CBS закрыл телесериал после одного сезона. 26 мая того же года сериал был удалён из расписания передач канала, 23 июля 2016 года показ оставшихся эпизодов возобновился. Финал сериала вышел в эфир 20 августа 2016 года.

## Сюжет
Как и в фильмах, сюжет сериала вращается вокруг радикального детектива полиции Лос-Анджелеса Картера и правильного детектива из Гонконга Ли, которые вынуждены стать напарниками.

## В ролях

### Основной состав
- Джастин Хайрс — детектив Джеймс Стивен Картер
- Джон Фу — детектив Джонатан Ли
- Айми Гарсиа — сержант Диди Диаз
- Пейдж Кеннеди — Джеральд Пейдж
- Уэнди Мэлик — капитан Линдси Коул

### Второстепенный состав
- Джессика Ван — агент Ким Ли
- Кирк Фокс — детектив Дон Ован
- Пирс Ганьон — Деррик Диаз
- Джулианна Гилл — доктор Элис Розенбергер
- Дидрих Бадер — агент ЦРУ Вестастинг
- Лиман Чен — агент Джозеф Юн
- Джеймс Хонг — Дракон Куантоу
- Байрон Манн — Фонг

## Отзывы критиков
«Час пик» получил в общем смешанные и негативные отзывы от критиков. На сайте-агрегаторе Rotten Tomatoes сериал держит 24% «свежести». Критический консенсус сайта гласит: «Невыразительная химия и слабый сюжет мешает „Часу пик“ достичь уровня своего тёзки». На Metacritic сериал получил 46 баллов из 100, что основано на 18-ти «смешанных и средних» рецензиях.